# Рапонтикум
Рапо́нтикум, также Левзе́я, Стеммака́нта, Большеголо́вник, Горча́к (лат. Rhaponticum) — род цветковых растений семейства Сложноцветные (Compositae).

## Ботаническое описание
Многолетние корневищные травянистые растения с неветвящимися продольно ребристыми стеблями (иногда бесстебельные), расширяющимися под корзинками. Листья расположены по стеблю супротивно, с мелкозубчатым краем, голые или покрытые рассеянным коротким жёстким опушением.
Корзинки крупные, многоцветковые, с одноцветными цветками. Обёртка шаровидная, яйцевидная или продолговатая, многорядная, из черепитчато налегающих друг на друга кожистых листочков: наружные листочки короткие, яйцевидные, эллиптические или узкотреугольные, с перепончатой каймой; средние постепенно увеличивающиеся в размере, продолговато-яйцевидные или эллиптические, с ланцетными до почти округлых плёнчатыми или перепончатыми придатками; внутренние наиболее узкие и длинные, со сходными придатками. Цветки трубчатые, обоеполые, с розоватым, пурпурным или светло-жёлтым венчиком с 5 линейными лопастями.
Семянки продолговатой или обратнояйцевидной формы, четырёхгранные, с многорядным хохолком из шиловидных короткоперистых щетинок.

## Ареал
Представители рода распространены в тропических регионах Старого Света — от Атлантической Европы до берега Тихого океана, один вид — в Австралии.

## Систематика

### Синонимы
- Leuzea DC., 1805
- Stemmacantha Cass., 1817

### Виды
По информации базы данных The Plant List (2013), род включает 23 вида
.
- Rhaponticum acaule (L.) DC., 1838
- Rhaponticum aulieatense Iljin, 1933 — Рапонтикум аулиеатинский
- Rhaponticum australe (Gaudich.) Soják, 1962
- Rhaponticum canariense DC., 1838
- Rhaponticum carthamoides (Willd.) Iljin, 1933 — Рапонтикум сафлоровидный
- Rhaponticum centauroides (L.) O.Bolòs, 1970
- Rhaponticum chamarense Peschkova, 1977
- Rhaponticum coniferum (L.) Greuter, 2003
- Rhaponticum cossonianum (Ball) Greuter, 2003
- Rhaponticum exaltatum (Willk.) Greuter, 2003
- Rhaponticum heleniifolium Gren. & Godr., 1850
- Rhaponticum insigne (Boiss.) Wagenitz, 1961
- Rhaponticum integrifolium C.Winkl., 1886 — Рапонтикум цельнолистный
- Rhaponticum karatavicum Regel & Schmalh., 1879 — Рапонтикум каратавский
- Rhaponticum longifolium (Hoffmanns. & Link) Soskov, 1959
- Rhaponticum lyratum C.Winkl. ex Iljin, 1933 — Рапонтикум лировидный
- Rhaponticum namanganicum Iljin, 1933 — Рапонтикум наманганский
- Rhaponticum nanum Lipsky, 1900 — Рапонтикум карликовый
- Rhaponticum nitidum Fisch., 1838 — Рапонтикум блестящий
- Rhaponticum orientale (Serg.) Peshkova, 1977
- Rhaponticum pulchrum Fisch. & C.A.Mey., 1835 — Рапонтикум красивый
- Rhaponticum repens (L.) Hidalgo, 2006 — Горчак ползучий[1]
- Rhaponticum scariosum Lam., 1779 typus
- Rhaponticum serratuloides (Georgi) Bobrov, 1960 — Рапонтикум серпуховидный
- Rhaponticum uniflorum (L.) DC., 1810 — Рапонтикум одноцветковый